# San Ignacio (Honduras)
San Ignacio (uit het Spaans: "Sint-Ignatius") is een gemeente (gemeentecode 0819) in het departement Francisco Morazán in Honduras.
San Ignacio hoorde eerst bij de gemeente Cedros. In 1920 werd het een zelfstandige gemeente. Dit werd in 1924 weer ingetrokken, waarbij San Ignacio weer bij Cedros gevoegd werd. In 1958 werd het definitief zelfstandig.
De hoofdplaats ligt in de Vallei van Siria.

## Bevolking
De bevolking is als volgt verdeeld:
| Vrouwen | 4592 | 50,8% |
| Mannen  | 4444 | 49,2% |

## Dorpen
De gemeente bestaat uit zeven dorpen (aldea), waarvan het grootste qua inwoneraantal: San Ignacio (code 081901).